# 1720 en littérature
| Années de la littérature : 1717 - 1718 - 1719 - 1720 - 1721 - 1722 - 1723    |
| Décennies de la littérature : 1690 - 1700 - 1710 - 1720 - 1730 - 1740 - 1750 |

Cet article présente les faits marquants de l'année 1720 en littérature.

## Événements
- Au Japon, le Shogun Yoshimune lève l'interdit sur les livres étrangers, sauf les ouvrages religieux[1].

## Parutions
- John Toland, Pantheisticon : sive formula celebrandae sodalitatis Socratiae, Cosmopoli, 1720 (présentation en ligne).

- Daniel Defoe, The Life, Adventures and Pyracies of the Famous Captain Singleton, London, J. Brotherton, J. Graves, A. Dodd, T. Warner, 1720 (présentation en ligne), « La Vie, les Aventures et les pirateries du capitaine Singleton », roman.

- Daniel Defoe, Serious Reflections During the Life and Surprising Adventures of Robinson Crusoe, 1720, William Taylor, 1720 (présentation en ligne), troisième parie du roman Robinson Crusoé.

## Naissances
- Laurent Tricot (1720-1778), grammairien français, auteur d'ouvrages élémentaires de grammaire latine